# Les Sept Femmes de Barbe-Rousse
Pour plus de détails, voir Fiche technique et Distribution.
Les Sept Femmes de Barbe-Rousse (titre original : Seven Brides for Seven Brothers) est un film musical américain réalisé par Stanley Donen, sorti en 1954.

## Synopsis
Adam Pontipee (Howard Keel), visiblement habitué à vivre dans les grands espaces, descend au village avec l’idée bien arrêtée de prendre femme. Il rencontre Milly (Jane Powell). Comme ils se plaisent mutuellement, ils se marient et quittent immédiatement le village pour rejoindre la maison d’Adam, qui est perdue dans les montagnes. En chemin, Adam, incidemment, apprend à Milly que ses six frères (célibataires) partagent également la maison.
Milly, une fois revenue de sa stupeur, se donne pour tâche d’apprendre les bonnes manières aux frères d’Adam. Après la théorie, la pratique : une fête villageoise permet à la fratrie de se distinguer face aux jeunes hommes du village et aux jeunes filles à marier. C’est l’occasion, pour chacun d’entre eux, de tomber amoureux. Et comment convaincre ces demoiselles de vivre avec eux au fin fond des bois, sinon en les enlevant ?
Le début de l’hiver aidant, une coulée de neige isole les ravisseurs et leurs proies, bientôt consentantes.

## Fiche technique
- Titre original : Seven Brides For Seven Brothers
- Titre français : Les Sept Femmes de Barbe-Rousse ou Sept filles pour sept garçons (en Belgique)
- Réalisation : Stanley Donen
- Assistant réalisateur : Ridgeway Calloow
- Scénario : Frances Goodrich, Albert Hackett, Dorothy Kingsley d’après The Sobbing Women, nouvelle de Stephen Vincent Benét, Editions Farrar & Rinehart, New York & Toronto, 1937.
- Directeur de la photographie : George Folsey
- Effets spéciaux : A. Arnold Gillespie, Warren Newcombe
- Direction artistique : Cedric Gibbons et Urie McCleary
- Décors de plateau : Edwin B. Willis et Hugh Hunt
- Costumes : Walter Plunkett
- Livret : Johnny Mercer
- Musique originale : Gene de Paul
  - Musique additionnelle : Saül Chaplin
  - Direction d’orchestre : Adolph Deutsch
- Coiffeur : Sydney Guilaroff
- Chorégraphie : Michael Kidd
- Montage : Ralph E. Winters
- Ingénieur du son : Norwood Fenton
- Montage son : Van Allen James
- Producteur : Jack Cummings pour MGM
- Société de distribution :vMGM (USA) et (France)
- Pays de production :  États-Unis
- Langue : anglais
- Genre : Film musical et comédie dramatique
- Format : Couleur (Ansocolor) - 1,85:1 et 2,55:1 (CinémaScope) - 35 mm - Stéréo 4 pistes
  - Ressortie au format 70 mm étendu (2,20:1)
- Durée : 102 minutes
- Dates de sortie : 
  - États-Unis : 22 juillet 1954
  - France : 8 juillet 1955
- Affiche : Roger Soubie (France)

## Distribution
- Howard Keel (VF : Roland Ménard - dialogues, Lucien Lupi - chant) : Adam Pontipee
- Jane Powell (VF : Nicole Riche - dialogues, Mathé Altéry - chant) : Milly Pontipee
- Jeff Richards (VF : William Sabatier) : Benjamin Pontipee
- Matt Mattox : Caleb Pontipee
- Marc Platt : Daniel Pontipee
- Jacques d'Amboise : Ephraïm Pontipee
- Tommy Rall : Frank Pontipee
- Russ Tamblyn : Gideon Pontipee
- Betty Carr : Sarah Kine
- Ruta Lee : Ruth Jepson
- Nancy Ligas : Alice Elcott
- Norma Doggett : Martha
- Virginia Gibson : Liza
- Julie Newmar : Dorcas Gaylen
- Russell Simpson : Fred Bixby
- Ian Wolfe : le révérend Elcott
- Anna Q. Nilsson : Mrs. Elcott
- Howard Petrie : Peter Perkins
- Earl Barton : Harry
- Dante Di Paolo : Matt
- Kelly Brown : Carl
- Matt Moore : l'oncle de Ruth

## Récompenses et distinctions

### Récompense
- National Film Preservation Board en 2004

### Nomination
- Golden Globe de la révélation masculine de l'année 1955 : Jeff Richards

## Autour du film
- Malgré un scénario moins original que Chantons sous la pluie, également réalisé par Stanley Donen deux ans auparavant, et un budget peu important pour le genre musical, le film - entièrement réalisé en studio - bénéficie de la chorégraphie époustouflante de Michael Kidd. Certaines scènes sont devenues des scènes d’anthologie.
- Ce film n’a pas été précédé par une comédie musicale à succès. Par contre, par la suite, diverses adaptations à la scène ont été réalisées. En France, la chanteuse Lio a interprété Milly aux Folies Bergère en 1999.